# Літвінкі (Підляське воєводство)
Літвінкі (пол. Litwinki) — село в Польщі, у гміні Кузьниця Сокульського повіту Підляського воєводства.
Населення — 57 осіб (2011).
У 1975-1998 роках село належало до Білостоцького воєводства.

## Демографія
Демографічна структура станом на 31 березня 2011 року:
|          | Загалом | Допрацездатний вік | Працездатний вік | Постпрацездатний вік |
| -------- | ------- | ------------------ | ---------------- | -------------------- |
| Чоловіки | 27      | 6                  | 13               | 8                    |
| Жінки    | 30      | 3                  | 12               | 15                   |
| Разом    | 57      | 9                  | 25               | 23                   |